# Adonisea coreta
Adonisea coreta là một loài bướm đêm trong họ Noctuidae.